# Russula laricina
Russula laricina är en svampart som tillhör divisionen basidiesvampar, och som beskrevs av Josef Velenovský. Russula laricina ingår i släktet kremlor, och familjen kremlor och riskor. Arten är reproducerande i Sverige.

## Bildgalleri

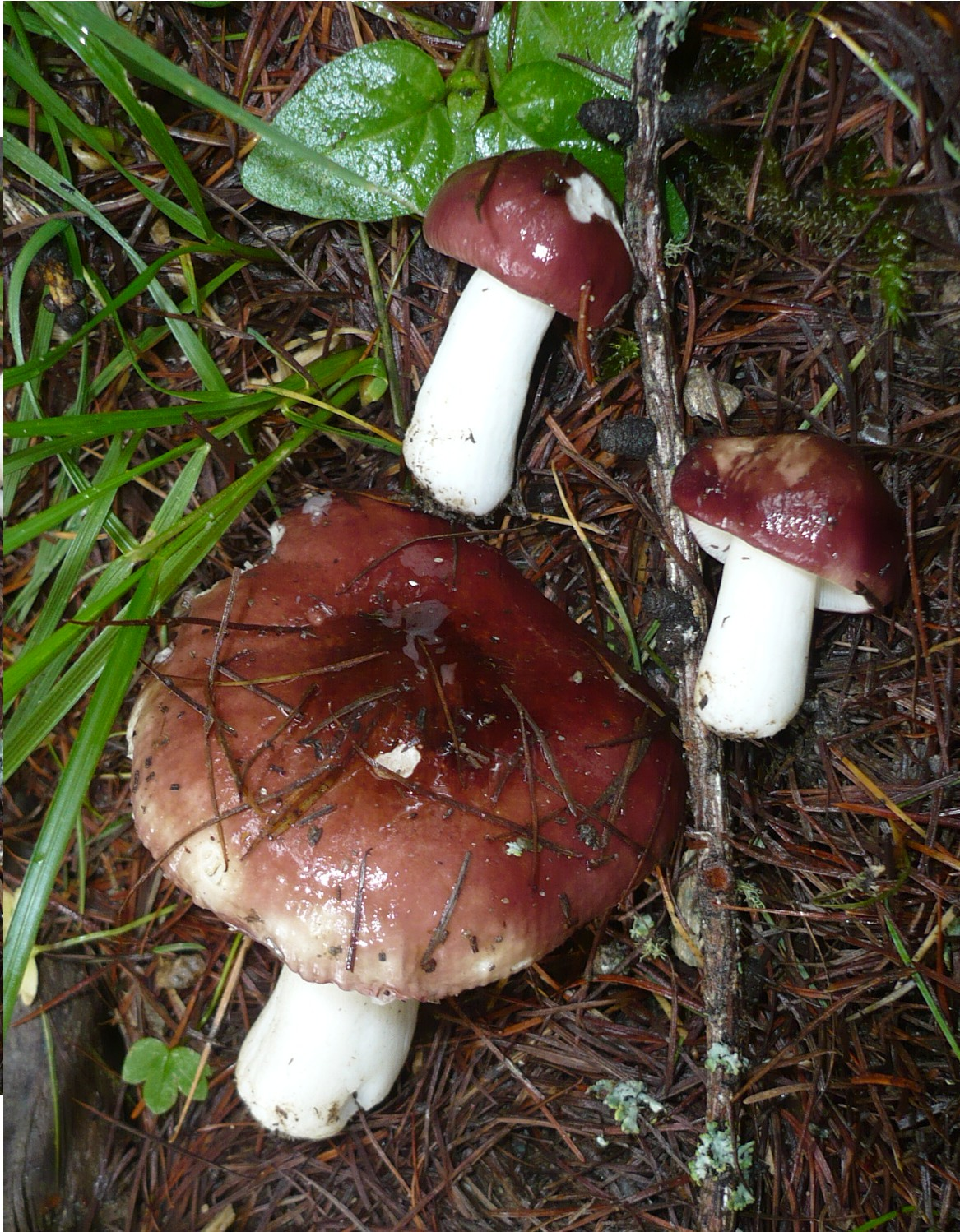